# 旅立ちの時 (映画)
『旅立ちの時』（たびだちのとき、Running On Empty）は、1988年のアメリカ合衆国の青春映画。監督はシドニー・ルメット、出演はリヴァー・フェニックス、クリスティーン・ラーティ、ジャド・ハーシュなど。反戦活動家のテロリストとして指名手配されている両親と逃亡生活を送っている17歳の少年の葛藤と成長を描いている。

## ストーリー
ダニー（リヴァー・フェニックス）は、大好きな両親と仲の良い弟を持つ心優しい高校生。しかし、彼には誰にも打ち明けることのできない秘密があった。彼の両親は、1960年代の反戦運動でテロリストとしてFBIに指名手配された解放軍のカップルだったのだ。名前を変え、髪の色を変え、半年ごとの夜逃げに近い「引っ越し」だらけの人生だったダニーにも、青春といえる時が来る。
ニュージャージー州へやって来るダニーとその家族。ダニーは高校の音楽教師フィリップスにピアノの才能を認められ、音楽大学への進学を勧められる。さらに、フィリップスの娘であるローナ（マーサ・プリンプトン）と恋に落ちるダニー。
そんなある日、ダニーの両親を訪ねたかつての同志であるガス（L・M・キット・カーソン）が、ダニーの父親アーサーを銀行強盗に誘った。ガスを追い返したものの、身近で騒動が起きる危険を察知して「引っ越し」を決めるアーサー。音楽大学に進むために一人で町に残るか、愛する家族と共に「引っ越し」の貧しい人生を繰り返すか、ダニーにとって人生の選択となる。
フィリップス（エド・クロウリー）の推薦もあり、ジュリアード音楽院の実技試験を受けて、確かな手応えを感じるダニー。しかし、偽名で通って来た過去の学校成績の書類が無いことが受験の足かせとなっていた。状況を打破しようと、ダニーには内緒で彼の母親であるアニーと会うフィリップス。
実はアニーは、テロリストにならなければピアニストとして成功できたはずの女性だった。ダニーの今後を考え、逃亡者ゆえに10年以上も会えずにいた愛する父親（スティーヴン・ヒル）にダニーの処遇を相談するアニー。娘の逃亡により失意のまま亡くなった妻の件もあり葛藤を抱えていた父親だがアニーに会い、ダニーを預ければFBIに監視され、今後ダニーと会うことは出来ないかも知れないと伝える。決意の固いアニーは、それでもダニーを応援したい決心を告げ、父親からも了解を得る。
アニーから事情を聞いたが納得しないアーサー。何よりも家族の絆を重んじ、離れ離れになることが耐えられないアーサーは、家族全員に直ちに「引っ越し」を命じた。同士のガスが銀行強盗を実行し逮捕されたことで、一家にも捜査の危険が迫っていたのだ。
いよいよ出発しようかという矢先、乗り込んだ車のラジオから、ガスが逃走し射殺されたとの速報が報じられた。逃亡犯の末路が身に染みるアーサー。今、ダニーを手放せば、彼には明るい未来が待っているのだ。そう思い直して、ダニーが町に残ることを許すアーサー。祖父に連絡を取り頼るようダニーに指示したアーサーとアニーは、まだ手のかかる幼い次男を自動車に乗せて、3人だけで「引っ越し」していく。

## キャスト
- ダニー: リヴァー・フェニックス - 17歳の少年。両親と逃亡生活を続けている。
- アニー: クリスティーン・ラーティ - ダニーの母親で反戦活動家。実家は裕福。
- ローナ: マーサ・プリンプトン - ダニーの同級生。
- アーサー: ジャド・ハーシュ - ダニーの父親で反戦活動家。両親は元ボリシェヴィキ。
- ハリー: ジョナス・アブリー - ダニーの10歳の弟。
- フィリップス先生: エド・クロウリー - ローナの父親で高校の音楽教師。
- フィリップス夫人: スローン・シェルトン - ローナの母親。
- ガス・ウィナント: L・M・キット・カーソン - アニーとアーサーの反戦活動の仲間。
- パターソン: スティーヴン・ヒル - アニーの父親。ダニーにとっての母方の祖父。
- パターソン夫人: オーガスタ・ダブニー（英語版） - アニーの母親。ダニーにとっての母方の祖母。
- ジョナ歯科医: デヴィッド・マーグリーズ - 町の歯科医師であり反戦活動の仲間。

## 登場人物のモデル
主人公の両親のモデルは、1970年代に政府ビルの爆破などのテロ行為を行った過激左翼グループ「ウェザーアンダーグラウンド」（ウエザーマン）の指導者ビル・エアーズとその妻であるバーナディン・ドーンとされる。2008年、この夫婦はバラク・オバマと大変親しい関係が過去より続いていたと報道された。

## 評価
Rotten Tomatoesによれば、批評家評論31件のうち高評価25件で批評家支持率81%、批評家の一致した見解は「『旅立ちの時』は政治的なテーマをほとんど無視しているが、リヴァー・フェニックスの演技は物語の世代間対立の軸となっている」。一般支持率69%(評価数10,000)、一般平均点は5点満点中3.7点となっている。(2025-7)
Metacriticによれば、17件の評論のうち、高評価は10件、賛否混在は7件、低評価はなく、平均点は100点満点中67点となっている。

## Blu-ray
2017年6月27日、Warner Archivesがリリース。字幕付き英語